# 知多市立中部中学校
知多市立中部中学校（ちたしりつちゅうぶちゅうがっこう）は、愛知県知多市にある公立中学校。

## 概要
同市内にある知多市立八幡中学校から生徒数の増加によって分割化され1985年（昭和60年）に開校。校歌の作詞と校章は生徒・教師・PTAが制作した。また、設計は黒川紀章の黒川建築事務所が担当している。

### 学級数
- 第一学年 4学級
- 第二学年 4学級
- 第三学年 4学級
- 特別学級 4学級

以上全16学級（令和元年度）

## 部活動

### 運動部
- 軟式野球
- サッカー（男子）
- 陸上競技
- ソフトテニス
- バスケットボール
- バレーボール（女子）
- 水泳
- 卓球
- 柔道
- 剣道

### 文化部
- 吹奏楽
- 家庭
- 美術

### 特別クラブ
- 和太鼓

## その他
- 2008年度（平成20年度）までは選択授業で、二年生と三年生が和太鼓を選択できた。この和太鼓クラブは、2005年（平成17年）の愛知万博でも出張公演をしたりするほどで、普段は地域のイベント等で演奏して評価が高かった。2009年度（平成21年度）より選択授業が廃止になったため、授業時間として和太鼓を行う時間がなくなり、生徒会活動の福祉委員会の委員にて和太鼓クラブを形成していた。2010年度からは福祉委員会での和太鼓活動を中止し、新たに特別クラブとして「和太鼓クラブ」を設立。講師は従来通り外部の和太鼓愛好会に委託している。
- 現在学校周辺が宅地開発で工事が進んでおり、旧裏門があった場所に2本の大梅がある正門を新設した。
- 2002年（平成14年）4月にTBSのバラエティ番組『学校へ行こう!』の「未成年の主張」のコーナーで、V6の長野博と森田剛が訪問してロケを行って放送された。
- 伊勢湾対岸の鈴鹿山脈、北西方向には御嶽山がくっきりと見ることができる。
- 学校安全優良賞を受賞。